# Szépjuhászné
Szépjuhászné (« Belle bergère »), de 1945 à 1992 Ságvári-liget, est une petite clairière du 2e arrondissement de Budapest, dans le quartier de Hárshegy. Elle se situe au niveau du col de Budakeszi út, entre János-hegy et Nagy-Hárs-hegy. Desservie par le Gyermekvasút (gare de Szépjuhászné), la clairière est connue comme point de départ des randonneurs vers les collines de Buda. On y atteint très facilement la Grotte Bátori ainsi que les belvédères de Nagy-Hárs-hegy et Kis-Hárs-hegy (belvédère Makovecz).